# Fázový prostor
Jako fázový prostor se ve fyzice nazývá prostor proměnných {\displaystyle q^{i}} (tedy zobecněných souřadnic) a {\displaystyle p_{i}} (tedy zobecněných hybností). Body fázového prostoru se používají k reprezentaci stavů soustavy hmotných bodů v každém časovém okamžiku. Tyto body se pak označují jako reprezentativní (nebo fázové) body. Změna stavu, tedy vývoj soustavy, je pak představována pohybem reprezentativního bodu ve fázovém prostoru. Křivka, po které se reprezentativní bod ve fázovém prostoru pohybuje, se označuje jako reprezentativní (fázová) trajektorie. Pokud zmíněná trajektorie vytváří určitou strukturu, jde o atraktor. Fázový prostor našel velké uplatnění při studiu chaosu.
Je-li dimenze konfiguračního prostoru {\displaystyle n}, pak dimenze fázového prostoru je {\displaystyle 2n}.

## Konzervativní systémy
Pro konzervativní systémy platí, že jejich reprezentativní trajektorie leží na energetické nadploše
{\displaystyle E(q,p)={\mbox{konst.}}}

## Příklad a použití
Fázový prostor jednoho hmotného bodu, který se pohybuje ve třírozměrném prostoru, má dimenzi 6. Tři souřadnice fázového prostoru odpovídají složkám polohového vektoru (tzn. {\displaystyle x,y,z}) a zbývající tři odpovídají složkám hybnosti (tzn. {\displaystyle p_{x},p_{y},p_{z}}). Objemový element fázového prostoru je určen
{\displaystyle \mathrm {d} \Phi =\mathrm {d} \Phi _{q}\mathrm {d} \Phi _{p}=\mathrm {d} q_{1}\cdots \mathrm {d} q_{N}\mathrm {d} p_{1}\cdots \mathrm {d} p_{N}}
V konzervativním systému se podle Liouvilleovy věty fázový objem zachovává.
Fázový prostor tedy používáme k znázornění vývoje systému tak, že si zvolíme osy a jim odpovídající rozměry tak, aby reprezentovaly sledované veličiny. Pomocí křivky trajektorie (nebo diskrétní množiny bodů pokud je i čas diskrétní) sledovaného hmotného bodu můžeme do fázového prostoru vynést vývoj systému, jak byl v daném intervalu pozorován. Vynesené křivky pak mohou být kanonicky transformovány. Pokud sledujeme v systému více bodů, můžeme volitelně vynést více křivek a analyzovat, jak ovlivňuje vývoj systému změna počátečního stavu bodu.